# Bosnisch-herzegowinischer Eishockeypokal 2012
Der bosnisch-herzegowinische Eishockeypokal (Kup Jaroslava Jandoureka) wurde nach dem Tschechen Jaroslav Jandourek, einem Trainer des HK Bosna aus den 1980er Jahren benannt.

## Modus
Der Eishockeypokal wurde nach dem Abschluss der Nachholspiele der Saison 2011/12 ausgespielt.

## Halbfinale
| Dezember 2012 | HK Sarajevo | 4:3 (nach Shootout) (-:-, -:-, -:-) | HK Stari Grad |  |

## Finale
| Dezember 2012 | HK Sarajevo | 3:2 (-:-, -:-, -:-) | HK Ilidža 2010 | Sarajevo |

## Endstand
| Platz | Verein                           |
| ----- | -------------------------------- |
|       | HK Sarajevo Medvjedi (dt. Bären) |
|       | HK Ilidža 2010 Ajkule (dt. Haie) |
|       | HK Stari Grad Vukovi (dt. Wölfe) |